# Fédération nationale des salariés de la construction CGT
La Fédération nationale des salariés de la construction (CGT Construction) est la fédération professionnelle des travailleurs du secteur du Bâtiment et des travaux publics affiliée à la Confédération générale du travail. Elle est affiliée à l'Internationale des travailleurs du bâtiment et du bois et à la Fédération européenne des travailleurs du bâtiment et du bois.
En 2011, elle a fusionné avec la Fédération des travailleurs des industries du bois, de l'ameublement et connexes CGT pour former la Fédération nationale des salariés de la construction, bois et ameublement CGT.

## Historique
C'est en avril 1907, après plusieurs tentatives, qu'est créée la Fédération nationale des travailleurs de l’industrie du bâtiment de France et des colonies à la Bourse du travail de Paris. Placée sous l'influence du syndicalisme-révolutionnaire elle pratique le « syndicalisme d'action directe » et son rôle est déterminant, l'année suivante, lors de la grève de Draveil-Villeneuve-Saint-Georges. Mais après un pic de 82 000 cotisants en 1910, elle n'en compte plus à la veille de la guerre que 40 000, loin derrière la fédération du sous-sol (185 000 syndiqués), et celle des chemins de fer (60 000 syndiqués), devancée aussi par la fédération du textile (48 000 syndiqués) et celle du Livre (47 000 syndiqués).  
Lors de la scission de la CGT en 1921, la fédération rejoint, majoritairement la Confédération générale du travail unitaire (CGTU). En 1924, celle-ci rassemble 35 800 adhérents, alors que la fédération reconstituée à la Confédération générale du travail (CGT) en regroupe 24 000. Dix ans plus tard, les effectifs cumulés de l'une et l'autre atteignent 30 800 cotisants.
Le Front populaire, et le mouvement social qui l'accompagne, provoque dans le secteur du bâtiment et de la construction, comme dans les autres secteurs d'activité, un raz de marée de syndicalisation. En 1937, la fédération du Bâtiment et du Bois, réunifiée tardivement en septembre 1936 lors d'un congrès tenu Salle de la Mutualité à Paris, compte 357 000 syndiqués. Elle est dans le trio de tête des fédérations, derrière les « métallos » (840 000 adhérents), les cheminots (378 000 adhérents), et à égalité avec le textile. Cette force se traduit par la présence d'un de ses représentants aux négociations des Accords de Matignon (1936). En 1946, avec un effectif du même ordre de grandeur, elle est la deuxième fédération de la CGT.

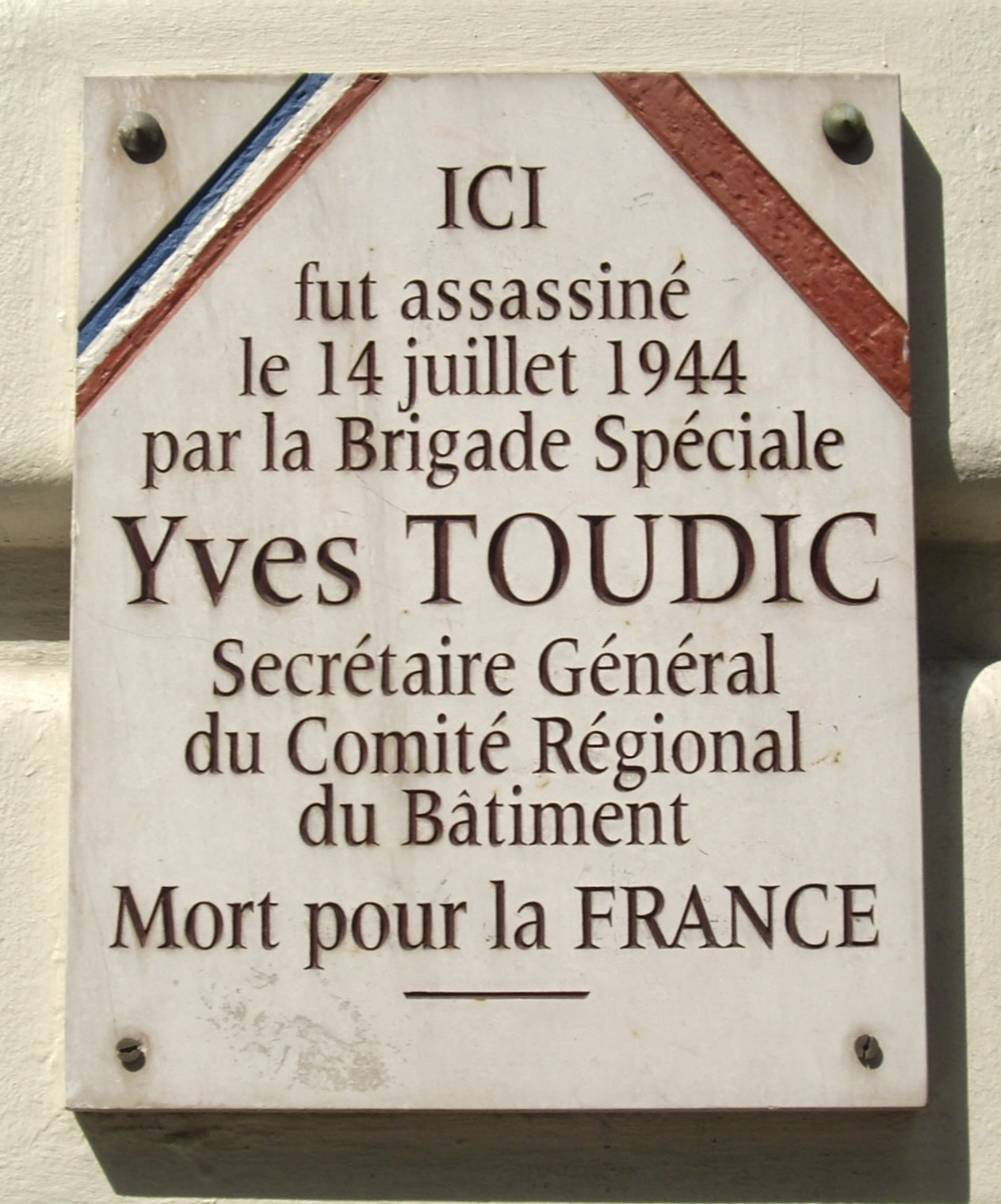
Plaque Yves Toudic, Rue Meslay - Rue du Temple, Paris 3

Plusieurs militants responsables de la fédération du bâtiment sont tués durant l'Occupation, tels le terrassier René Le Gall, ancien secrétaire de la fédération CGTU, conseiller municipal de Paris, fusillé comme otage, le 7 mars 1942, et Yves Toudic, secrétaire du bâtiment de la Région parisienne, tué lors de la Libération de Paris le 14 juillet 1944. Une rue et un square de Paris à leur nom, perpétuent leur mémoire : Rue Yves-Toudic, Square René-Le Gall.
Dans un contexte économique et social tout autre, en 1969, la fédération de la construction compte 83 000 adhérents. Elle est encore dans le « peloton de tête » des forces syndiquées de la CGT, derrière les fédérations de la métallurgie (291 000 adhérents), des chemins de fer (143 000 adhérents), et celle des services publics et de santé (130 000 adhérents).

## Appellations
En 1923, elle intègre les Travaux publics dans son secteur et devient la Fédération nationale des travailleurs de l’industrie du bâtiment et des travaux publics de France et des colonies.
En 1929, elle devient la Fédération nationale des travailleurs de l’industrie du bâtiment, des travaux publics et des matériaux de construction de France et des colonies.
En 1936, réunifiant les fédérations CGT et CGTU, elle se nomme Fédération nationale des travailleurs des industries du bâtiment et du bois. En 1950, lors de son 12e congrès « le bois » reprend son autonomie sous le nom de Fédération nationale des travailleurs du bois et parties similaires, et « le bâtiment » reprend le nom qu'elle avait en 1929,  puis, dans les années soixante-dix, celui de  Fédération nationale des travailleurs de la construction - CGT.
En 2011, elle re-fusionne avec la Fédération des travailleurs des industries du bois, de l'ameublement et connexes CGT pour former la Fédération nationale des salariés de la construction, bois et ameublement CGT.

## Quelques dirigeants syndicaux du bâtiment
Le premier secrétaire de la fédération CGT, en 1907, est le syndicaliste révolutionnaire Jules Nicolet, secrétaire du syndicat des ouvriers menuisiers parisiens. Lui succèdent notamment : 
- Raymond Péricat, secrétaire de la fédération CGT (1908-1912), président de la fédération après 1945
- Marcel Brout, secrétaire de la fédération CGTU (1925-1936), président de la fédération CGT (1936-1939)
- Henri Cordier, secrétaire de la fédération CGT de 1922 à 1940[11]. À ce titre il est l'un des négociateurs des Accords de Matignon (1936)
- Louis Saillant, secrétaire de la fédération du bâtiment et du bois de 1936 à 1944[12]
- René Arrachard, secrétaire général de la fédération CGT (1936-1939 ; 1945-1951)[13]
- Pierre Le Quéré, secrétaire général de 1951 à 1955[14],[15]
- Jean Éloi, secrétaire général de la fédération CGT de 1955 à 1970[16], élu lors du 21e congrès fédéral en avril 1955, élu président lors du 28e congrès de la fédération tenu en avril 1970[17]. À cette date le secteur professionnel du bâtiment et de la construction compte 1 700 000 salariés.
- André Tanty, secrétaire général de la fédération, secrétaire général de 1970 à 1979[18].

## Sources bibliographiques
- Pierre Mazé, Les Bâtisseurs. Chronique de 150 ans de luttes sociales, FNTC-CGT / Scandéditions, 1993, 189 p.  (ISBN 2-209-06750-2)